# Coup de Prague
Ne doit pas être confondu avec Printemps de Prague.
Le coup de Prague est le nom donné à la prise de contrôle de la Tchécoslovaquie en février 1948 par le Parti communiste tchécoslovaque, avec le soutien de l'Union soviétique, qui aboutit au remplacement de la Troisième République par un régime communiste. Du 17 au 25 février 1948 se déroule une crise politique, accentuée le 21 par la démission des ministres non-communistes du gouvernement ; deux semaines de pressions intenses des communistes et des Soviétiques conduisent le président de la République tchécoslovaque, Edvard Beneš, à céder le pouvoir aux staliniens et à leurs dirigeants, Klement Gottwald et Rudolf Slánský. Le régime communiste est resté en place en Tchécoslovaquie jusqu'au 24 novembre 1989, date de la démission en bloc du Comité central et du Bureau politique.
L'importance du coup de Prague dépasse les frontières de la Tchécoslovaquie. La prise du pouvoir par les communistes dans un pays qui était apparu dans l'entre-deux-guerres comme un bastion de la démocratie en Europe centrale, sans intervention directe de l'Armée rouge, alarma les dirigeants et la part hostile au communisme de l'opinion publique des pays occidentaux. Elle accéléra le regroupement des pays européens non-communistes au sein de l'OTAN ainsi que la réalisation du plan Marshall, ce qui en fit une étape importante de la genèse de la guerre froide.
Les historiens tchèques désignent simplement l'événement par l'expression « Février 1948 ». Pendant la période socialiste, le terme Vítězný únor (« Février victorieux ») en était l'appellation officielle.

## Genèse
De tous les pays d'Europe centrale qui ont été libérés de l'Allemagne nazie et occupés par les Soviétiques, la Tchécoslovaquie est le seul à avoir une longue tradition démocratique et un Parti communiste puissant. Celui-ci obtient 38 % des suffrages aux élections de 1946, c'est la première force politique du pays,, et tient trois postes-clés au gouvernement : Klement Gottwald est un Premier ministre aux pouvoirs étendus, il a le contrôle des principaux médias et notamment de la radio, le ministre de l'Intérieur (et donc de la police) est Václav Nosek et celui de la Défense est le général Ludvík Svoboda,,. Mais au total, malgré leur succès aux élections, sur les vingt-six portefeuilles ministériels, seuls neuf sont détenus par les communistes. 
Les élections demeurent pluralistes et démocratiques, et le pouvoir politique est partagé entre le Parti communiste et quatre autres partis démocrates (sociaux démocrates, socialistes-nationaux, populistes catholiques et démocrates slovaques). Ces cinq partis, seuls à être reconnus par la légalité, parce qu'ils se sont opposés au nazisme et ont lutté pour l'unité de leur pays, sont rassemblés au sein du Front national, « sorte d'institution suprême » et participent donc chacun au gouvernement d'union nationale. La prédominance communiste au gouvernement est aussi le produit d'accords passés entre la résistance communiste et le gouvernement Bénès en exil à Londres en 1943. Benès s'était rendu à Moscou en 1943 et y avait négocié une alliance avec Staline. Il s'en est expliqué au général Charles de Gaulle : « Les Russes arrivent aux Carpathes. Mais les Occidentaux ne sont pas près de débarquer en France. C'est donc l'armée rouge qui libérera mon pays..., c'est avec Staline qu'il faut m'accorder. Je viens de le faire, et à des conditions qui n'hypothèquent pas l'indépendance de la Tchécoslovaquie. ».
Après la Seconde Guerre mondiale, alors que le gouvernement tente de se positionner en tant que pays charnière entre les deux blocs émergents, l'annonce du plan Marshall en juillet 1947 vient mettre un terme à toute ouverture possible vers l'Ouest. Dans un premier temps, approuvé à l'unanimité par le gouvernement, le plan est finalement rejeté à l'unanimité quelques jours plus tard, sous l'injonction de Staline qui a convoqué Klement Gottwald à Moscou,,,. La Tchécoslovaquie est désormais clairement alliée à l'Union soviétique, qui renforce son influence idéologique et politique sur le pays. Dans l'opinion publique et le monde politique tchécoslovaque, la vivacité du lien avec les Soviétiques devait encore beaucoup au souvenir de 1938 et des défaillances des puissances occidentales, notamment de la France, face à Adolf Hitler,. De plus, selon l'historien Gabriel Kolko, les Américains entendaient s'opposer aux nationalisations des biens allemands en Tchécoslovaquie, notamment dans le secteur pétrolier où l'Amérique avait des intérêts, ce qui fragilisait encore, mais de façon moindre, leur position dans le pays,.
En 1947, au cours de son congrès tenu à Brno, le Parti social-démocrate tchèque prend conscience du danger que représente la puissance du Parti communiste tchécoslovaque pour ses intérêts et pour la liberté ; aussi, entreprend-il un virage à droite. Zdeněk Fierlinger, partisan social-démocrate de l'union de la gauche avec les communistes est éliminé de la direction du parti et remplacé par Bohumil Laušman.

## La crise
La crise éclate le 17 février 1948 quand Václav Nosek, le ministre de l'Intérieur, promeut huit nouveaux commissaires de police à Prague, tous communistes. Ces nominations provoquent la protestation, suivie de la démission le 20 février de onze ministres non-communistes du gouvernement (agrariens, démocrates slovaques et socialistes-nationaux, le parti de Beneš), sur vingt-six. Le 19 février, Valerian Zorine, vice-ministre des affaires étrangères de l'U.R.S.S., arrive dans la capitale tchécoslovaque. Les ministres démissionnaires pensent provoquer une crise politique. Mais au contraire, ils créent un vide au sein du pouvoir exécutif propice à leurs adversaires : les communistes comprennent l'opportunité, le moment leur semble désormais décisif pour s'emparer du pouvoir,,,.
Ce 20 février 1948, seuls les communistes et les sociaux-démocrates assistent au conseil des ministres. Une requête formelle est adressée par les partis non-communistes au gouvernement afin de compléter l'agenda du jour. À la suite de leur rejet, les onze ministres qui ne sont ni socialistes ni communistes démissionnent et en informent Jan Masaryk. Les sociaux-démocrates ne démissionnent pas mais ne soutiennent pas les communistes. Gottwald rencontre Edvard Beneš et lui propose de pourvoir aux postes vacants avec des communistes et des sociaux-démocrates, pour constituer un gouvernement « sans réactionnaires ». Les communistes préparent une manifestation de masse, place de la Vieille-Ville, en soutien de leur projet,,,.

## Dénouement
Klement Gottwald et Rudolf Slánský agissent rapidement et font accepter le projet d'un nouveau gouvernement, où l'emprise communiste est renforcée, à Edvard Beneš qui a été affaibli par une attaque cérébrale. Les démissionnaires sont remplacés par des personnalités issues de l'aile gauche du Parti social-démocrate favorables au Parti communiste, puis Gottwald et Slánský mobilisent leurs milices ouvrières. Des centaines d'opposants atlantistes chez les responsables politiques et dans la presse ainsi que des officiers jugés suspects dans l'armée sont arrêtés ou consignés chez eux. Jan Masaryk, ministre des Affaires étrangères de la Tchécoslovaquie, favorable à un rapprochement aves les puissances occidentales, est retrouvé mort le 10 mars 1948,,,. Officiellement, il s'est suicidé en sautant d'un immeuble ; selon une contre‑enquête de 2004, il aurait été assassiné par défenestration.
Après l'épuration, le parlement approuve à l'unanimité le nouveau gouvernement mais le président Beneš refuse son aval. Le 7 juin 1948, le président démissionne. Il meurt au mois de septembre suivant.
Le Parti communiste et le Parti social-démocrate fusionnent, et les partis de droite se retrouvent isolés au sein du Front national, élargi depuis les manifestations de février à d'autres organisations politiques influencées par les communistes. Des élections sont organisées le 30 mai 1948 avec des listes uniques sans opposition électorale, et donnent officiellement 90 % des voix au gouvernement.

## Conséquences
Par le coup de Prague, Klement Gottwald et Rudolf Slánský sont élus et dirigent tous les rouages du pays. Celui-ci prend le chemin du socialisme pour quarante ans : le 9 mai 1948, une nouvelle constitution entre en vigueur, dans laquelle la République tchécoslovaque est proclamée République socialiste tchécoslovaque.
Dans tout le pays, l'opposition est muselée, sous l'influence de conseillers soviétiques. Pour discréditer les opposants à cette République dite populaire ainsi que l'ancienne élite du pays, des campagnes de propagande sont menées, de prétendus complots en vue de tenter un coup d'État ou des sabotages servent de prétexte à des arrestations suivies de procès politiques « pour l'exemple » et de condamnations, y compris à la peine capitale. Milada Horáková, députée socialiste, est ainsi exécutée par pendaison en 1950,,.
À l'Ouest, le coup de Prague provoque une émotion considérable, parce que la Tchécoslovaquie était le plus occidentalisé des pays d'Europe centrale et orientale sur les plans historique et politique. Pour les opinions publiques dans le monde, ce Coup de Prague marque véritablement l'entrée de l'Europe dans la guerre froide.